# Anouk Van Gestel
Anouk Van Gestel is een Belgisch redactrice.

## Levensloop
In 2016 volgde ze Ruth Goossens op als hoofdredactrice van Marie Claire België.
In 2018 was ze onderwerp van een onderzoek naar mensensmokkel, nadat ze zich had geïnformeerd bij een bevriende activiste rond de wens van een niet-begeleide minderjarige vluchteling die naar Groot-Brittannië wou afreizen. Van Gestel was geëngageerd geraakt in het vluchtelingenwerk nadat ze in 2016 een reportage had gemaakt over de jungle van Calais. Later, na razzia's in het Brusselse Maximilaanpark, besloot ze vluchtelingen te huisvesten.